# Pål Refsdal
Pål Refsdal (Kongsvinger, 1963. szeptember 9. –) német származású norvég fotóművész és újságíró. Norvég édesapja és német édesanya gyermekeként született. Haditudósítóként több háború sújtotta helyszínen is járt már. 2009-ben Afganisztánban túszul ejtették, szabadulása után tért át az iszlám vallásra.